# ゴールデンラズベリー賞 最低監督賞
ゴールデンラズベリー賞最低監督賞は、ゴールデンラズベリー賞の部門の一つで、その年最低の映画監督に贈られる。

## 受賞とノミネート一覧

### 1980年代
- 1980年 ロバート・グリーンウォルド - 『ザナドゥ』
  - ジョン・G・アヴィルドセン - 『ジェネシスを追え』
  - ブライアン・デ・パルマ - 『殺しのドレス』
  - ウィリアム・フリードキン - 『クルージング』
  - シドニー・J・フューリー、リチャード・フライシャー - 『ジャズ・シンガー』
  - スタンリー・キューブリック - 『シャイニング』
  - マイケル・リッチー - 『アイランド』
  - ジョン・トレント - Middle Age Crazy
  - ナンシー・ウォーカー - 『ミュージック・ミュージック』
  - ゴードン・ウィリス - 『エミリーの窓』

- 1981年 マイケル・チミノ - 『天国の門』
  - ジョン・デレク - 『類猿人ターザン』
  - ブレイク・エドワーズ - 『S.O.B.』
  - フランク・ペリー - 『愛と憎しみの伝説』
  - フランコ・ゼフィレッリ - 『エンドレス・ラブ』

- 1982年 ケン・アナキン - 『パイレーツ・ムービー』 （分け）
- 1982年 テレンス・ヤング - 『インチョン!』 （分け）
  - マット・シンバー - Butterfly
  - ジョン・ヒューストン - 『アニー』
  - ハル・ニーダム - 『メガフォース』

- 1983年 ピーター・サスディ - The Lonely Lady
  - ジョー・アルヴス - 『ジョーズ3』
  - ブライアン・デ・パルマ - 『スカーフェイス』
  - ジョン・ハーツフェルド - 『セカンド・チャンス』
  - ハル・ニーダム - 『ストローカーエース』

- 1984年 ジョン・デレク - 『ボレロ 愛欲の日々』
  - ボブ・クラーク - 『クラブ・ラインストーン/今夜は最高!』
  - ブライアン・デ・パルマ - 『ボディ・ダブル』
  - ジョン・ギラーミン - 『シーナ』
  - ハル・ニーダム - 『キャノンボール2』

- 1985 シルヴェスター・スタローン - 『ロッキー4/炎の友情』
  - リチャード・ブルックス - 『ザ・ギャンブラー』
  - マイケル・チミノ - 『イヤー・オブ・ザ・ドラゴン』
  - ジョージ・P・コスマトス - 『ランボー/怒りの脱出』
  - ヒュー・ハドソン - 『レボリューション/めぐり逢い』

- 1986年 プリンス - 『プリンス/アンダー・ザ・チェリー・ムーン』
  - ジム・ゴダード - 『上海サプライズ』
  - ウィラード・ハイク - 『ハワード・ザ・ダック/暗黒魔王の陰謀』
  - スティーヴン・キング - 『地獄のデビルトラック』
  - ミシェル・マニング - Blue City

- 1987年 ノーマン・メイラー - 『タフガイは踊らない』（分け）
- 1987年 エレイン・メイ - 『イシュタール』（分け）
  - ジェームズ・フォーリー - 『フーズ・ザット・ガール』
  - ジョセフ・サージェント - 『ジョーズ'87 復讐篇』
  - ポール・ウェイランド - 『ビル・コスビーのそれ行けレオナルド』

- 1988年 ブレイク・エドワーズ - 『キャデラック・カウボーイ』（分け）
- 1988年 スチュワート・ラフィル - 『マック』（分け）
  - マイケル・ディナー - 『マネーゲームで大逆転 しゃべった!走った!もうかった!』
  - ロジャー・ドナルドソン - 『カクテル』
  - ピーター・マクドナルド - 『ランボー3/怒りのアフガン』

- 1989年 ウィリアム・シャトナー - 『スタートレックV 新たなる未知へ』
  - ジョン・G・アヴィルドセン - 『ベスト・キッド3 最後の挑戦』
  - ジム・ドレイク - 『キャノンボール3 新しき挑戦者たち』
  - ローディ・ヘリントン - 『ロードハウス/孤独の街』
  - エディ・マーフィ - 『ハーレム・ナイト』

### 1990年代
- 1990年 ジョン・デレク - 『ゴースト・ラブ』
  - ジョン・G・アヴィルドセン - 『ロッキー5/最後のドラマ』
  - ブライアン・デ・パルマ - 『虚栄のかがり火』
  - レニー・ハーリン - 『フォード・フェアレーンの冒険』
  - プリンス - 『プリンス/グラフィティ・ブリッジ』

- 1991年 マイケル・レーマン - 『ハドソン・ホーク』
  - ダン・エイクロイド - 『絶叫屋敷へいらっしゃい』
  - ウィリアム・A・グレアム - 『ブルーラグーン』
  - デヴィッド・ケロッグ - 『クール・アズ・アイス』
  - ジョン・ランディス - 『オスカー』

- 1992年 デヴィッド・セルツァー - 『嵐の中で輝いて』
  - ダニー・デヴィート - 『ホッファ』
  - ジョン・グレン - 『コロンブス』
  - バリー・レヴィンソン - 『トイズ』
  - ケニー・オルテガ - 『ニュージーズ』

- 1993年 ジェニファー・リンチ - 『ボクシング・ヘレナ』
  - ウーリ・エーデル - 『BODY/ボディ』
  - エイドリアン・ライン - 『幸福の条件』
  - ジョン・マクティアナン - 『ラスト・アクション・ヒーロー』
  - フィリップ・ノイス - 『硝子の塔』

- 1994年 スティーヴン・セガール - 『沈黙の要塞』
  - ローレンス・カスダン - 『ワイアット・アープ』
  - ジョン・ランディス - 『ビバリーヒルズ・コップ3』
  - ロブ・ライナー - 『ノース 小さな旅人』
  - リチャード・ラッシュ - 『薔薇の素顔』

- 1995年 ポール・バーホーベン - 『ショーガール』 （授賞式に出席）
  - レニー・ハーリン - 『カットスロート・アイランド』
  - ローランド・ジョフィ - 『スカーレット・レター』
  - フランク・マーシャル - 『コンゴ』
  - ケヴィン・レイノルズ - 『ウォーターワールド』

- 1996年 アンドリュー・バーグマン - 『素顔のままで』
  - ジョン・フランケンハイマー - 『D.N.A./ドクター・モローの島』
  - スティーヴン・フリアーズ - 『ジキル&ハイド』
  - ジョン・ランディス - 『ステューピッド おばかっち地球防衛大作戦』
  - ブライアン・レヴァント - 『ジングル・オール・ザ・ウェイ』

- 1997年 ケビン・コスナー - 『ポストマン』
  - ヤン・デ・ボン - 『スピード2』
  - ルイス・ロッサ - 『アナコンダ』
  - ジョエル・シュマッカー - 『バットマン&ロビン Mr.フリーズの逆襲』
  - オリバー・ストーン - 『Uターン』

- 1998年 ガス・ヴァン・サント - 『サイコ』
  - マイケル・ベイ - 『アルマゲドン』
  - ジェレマイア・チェチック - 『アベンジャーズ』
  - ローランド・エメリッヒ - 『GODZILLA』
  - アラン・スミシー（アーサー・ヒラー） - 『アラン・スミシー・フィルム』

- 1999年 バリー・ソネンフェルド - 『ワイルド・ワイルド・ウエスト』
  - ヤン・デ・ボン - 『ホーンティング』
  - デニス・デューガン - 『ビッグ・ダディ』
  - ピーター・ハイアムズ - 『エンド・オブ・デイズ』
  - ジョージ・ルーカス - 『スター・ウォーズ エピソード1/ファントム・メナス』

### 2000年代
- 2000年 ロジャー・クリスチャン - 『バトルフィールド・アース』
  - ジョー・バーリンジャー - 『ブレアウィッチ2』
  - スティーヴン・ブリル - 『リトル★ニッキー』
  - ブライアン・デ・パルマ - 『ミッション・トゥ・マーズ』
  - ジョン・シュレシンジャー - 『2番目に幸せなこと』

- 2001年 トム・グリーン - 『フレディのワイセツな関係』
  - マイケル・ベイ - 『パール・ハーバー』
  - ピーター・チェルソム、ウォーレン・ベイティ - 『フォルテ』
  - ヴォンディ・カーティス＝ホール - 『グリッター きらめきの向こうに』
  - レニー・ハーリン - 『ドリヴン』

- 2002年 ガイ・リッチー - 『スウェプト・アウェイ』
  - ロベルト・ベニーニ - 『ピノッキオ』
  - タムラ・デイヴィス - 『ノット・ア・ガール』
  - ジョージ・ルーカス - 『スター・ウォーズ エピソード2/クローンの攻撃』
  - ロン・アンダーウッド - 『プルート・ナッシュ』

- 2003年 マーティン・ブレスト - 『ジーリ』
  - ロバート・イスコヴ - 『アメリカン・スター』
  - モート・ネイサン - 『バナナ★トリップ』
  - ウォシャウスキー兄弟 - 『マトリックス リローデッド』、『マトリックス レボリューションズ』
  - ボー・ウェルチ - 『ハットしてキャット』

- 2004年 ピトフ - 『キャットウーマン』
  - ボブ・クラーク - SuperBabies: Baby Geniuses 2
  - レニー・ハーリン、もしくはポール・シュレイダー - 『エクソシスト ビギニング』
  - オリバー・ストーン - 『アレキサンダー』
  - キーネン・アイヴォリー・ウェイアンズ - 『最凶女装計画』

- 2005年 ジョン・マロリー・アッシャー - Dirty Love
  - ウーヴェ・ボル - 『アローン・イン・ザ・ダーク』
  - ジェイ・チャンドラセカー - 『デュークス・オブ・ハザード』
  - ノーラ・エフロン - 『奥さまは魔女』
  - ローレンス・ガターマン - 『マスク2』

- 2006年 M・ナイト・シャマラン - 『レディ・イン・ザ・ウォーター』
  - ウーヴェ・ボル - 『ブラッドレイン』
  - マイケル・ケイトン＝ジョーンズ - 『氷の微笑2』
  - ロン・ハワード - 『ダ・ヴィンチ・コード』
  - キーネン・アイヴォリー・ウェイアンズ - 『最凶赤ちゃん計画』

- 2007年 クリス・シヴァートソン- I Know Who Killed Me
  - デニス・デューガン - 『チャックとラリー おかしな偽装結婚!?』
  - ローランド・ジョフィ - 『キャプティビティ』
  - ブライアン・ロビンス - 『マッド・ファット・ワイフ』
  - フレッド・サベージ - 『チャーリーと18人のキッズ in ブートキャンプ』

- 2008年 ウーヴェ・ボル - 『T-フォース ベトコン地下要塞制圧部隊』、『デス・リベンジ』、Postal
  - ジェイソン・フリードバーグとアーロン・セルツァー - 『ディザスター・ムービー!おバカは地球を救う』、『ほぼ300』
  - トム・パットナム - The Hottie and the Nottie
  - マルコ・シュナベル -  『愛の伝道師 ラブ・グル』
  - M・ナイト・シャマラン - 『ハプニング』

- 2009年 マイケル・ベイ - 『トランスフォーマー/リベンジ』
  - ウォルト・ベッカー - 『オールド・ドッグ』
  - ブラッド・シルバーリング - 『マーシャル博士の恐竜ランド』
  - スティーヴン・ソマーズ - 『G.I.ジョー』
  - フィル・トレイル - 『ウルトラ I LOVE YOU!』

### 2010年代
- 2010年 M・ナイト・シャマラン - 『エアベンダー』
  - ジェイソン・フリードバーグとアーロン・セルツァー - 『ほぼトワイライト』
  - マイケル・パトリック・キング - 『セックス・アンド・ザ・シティ2』
  - デヴィッド・スレイド - 『エクリプス/トワイライト・サーガ』
  - シルヴェスター・スタローン - 『エクスペンダブルズ』

- 2011年 デニス・デューガン - 『ジャックとジル』、『ウソツキは結婚のはじまり』
  - マイケル・ベイ - 『トランスフォーマー/ダークサイド・ムーン』
  - トム・ブラディ - 『ポルノ☆スターへの道』
  - ビル・コンドン - 『トワイライト・サーガ/ブレイキング・ドーン Part1』
  - ゲイリー・マーシャル - 『ニューイヤーズ・イブ』

- 2012年 ビル・コンドン - 『トワイライト・サーガ/ブレイキング・ドーン Part2』
  - ショーン・アンダース - 『俺のムスコ』
  - ピーター・バーグ - 『バトルシップ』
  - タイラー・ペリー - Good Deeds、Tyler Perry's Madea's Witness Protection
  - ジョン・パッチ - Atlas Shrugged: Part II

- 2013年[1] 13人の監督（エリザベス・バンクス & スティーヴン・ブリル & スティーヴ・カー & ラスティ・カンデッフ（英語版） & ジェームズ・ダフィ & グリフィン・ダン & ピーター・ファレリー & パトリック・フォーシュベリ & ウィル・グレアム & ジェームズ・ガン & ボブ・オデンカーク & ブレット・ラトナー & ジョナサン・ヴァン・タルケン） - 『ムービー43』
  - デニス・デューガン - 『アダルトボーイズ遊遊白書』
  - タイラー・ペリー - A Madea Christmas、Temptation: Confessions of a Marriage Counselor
  - M・ナイト・シャマラン - 『アフター・アース』
  - ゴア・ヴァービンスキー - 『ローン・レンジャー』

## 統計
| 監督名                               | 候補数 | 受賞数 |
| ------------------------------------ | ------ | ------ |
| ブライアン・デ・パルマ               | 5      | 0      |
| M・ナイト・シャマラン                | 4      | 2      |
| デニス・デューガン                   | 4      | 1      |
| マイケル・ベイ                       | 4      | 1      |
| レニー・ハーリン                     | 4      | 0      |
| ジョン・デレク                       | 3      | 2      |
| ウーヴェ・ボル                       | 3      | 1      |
| ジョン・ランディス                   | 3      | 1      |
| ジョン・G・アヴィルドセン            | 3      | 0      |
| ブレイク・エドワーズ                 | 2      | 1      |
| シルヴェスター・スタローン           | 2      | 1      |
| マイケル・チミノ                     | 2      | 1      |
| ビル・コンドン                       | 2      | 1      |
| プリンス                             | 2      | 1      |
| キーネン・アイヴォリー・ウェイアンズ | 2      | 0      |
| オリバー・ストーン                   | 2      | 0      |
| アーロン・セルツァー                 | 2      | 0      |
| ジェイソン・フリードバーグ           | 2      | 0      |
| タイラー・ペリー                     | 2      | 0      |
| ヤン・デ・ボン                       | 2      | 0      |
| ジョージ・ルーカス                   | 2      | 0      |